# International MaxxPro
International MaxxPro je americké obrněné vozidlo typu MRAP, které bylo navrženo americkou firmou Navistar International a izraelskou společností Plasan Sasa. První prototypy byly testovány v březnu 2007 a následně si USMC objednala 1 200 strojů jako náhradu za HMMWV, které svým osádkám neposkytovaly dostatečnou ochranu během bojů a přestřelek. Vozidla jsou koncipována tak, aby byla schopna zajistit svým osádkám bezpečí i během útoku chemických nebo biologických zbraní. Doposud bylo vyrobeno zhruba 9 000 obrněnců.

## Design
Na šasi Navistar International model 7000 je trup ve tvaru V, jehož účelem je odolat výbuchům zařízení typu IED. Umožňuje to osádce bez zranění přežít výbuch miny o hmotnosti 7 kg. Vozidla MRAP jsou rozdělena do dvou kategorií - I a II - na základě jejich využití a počtu přepravovaných osob. MaxxPro Dash je lehčí a mobilnější verze kategorie I a nabízí větší shodnost dílů pro snadnější údržbu. Jedná se o menší a lehčí vozidlo a zachovává si stejnou schopnost přežití jako ostatní varianty. MaxxPro pojme dva členy osádky a čtyřčlenný nebo šestičlenný výsadek.

## Uživatelé

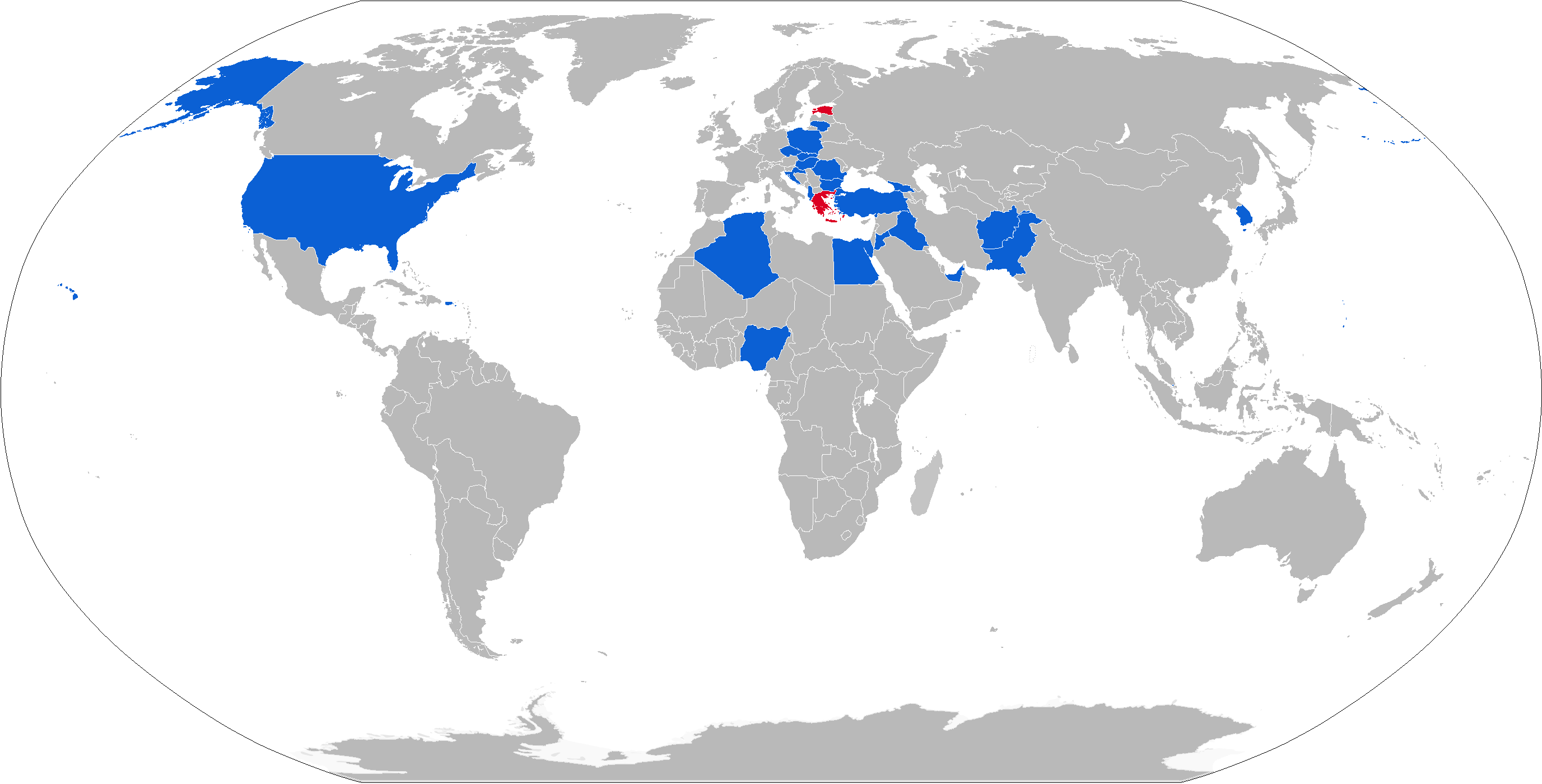
Mapa uživatelů MaxxPro. Současní modře, bývalí červeně.

### Současní
- Afghánistán - 155 vozidel
- Albánie - 38 vozidel ve službě u speciálních sil
- Alžírsko - ve službě u speciálních sil
- Bangladéš - 50 obrněnců
- Bulharsko - 4 kusy používá bulharská armáda v Afghánistánu
- Česko - umístěny v Afghánistánu
- Egypt - 12 vozidel
- Gruzie
- Chorvatsko - 35 vozidel, 5 z nich se nachází v Afghánistánu
- Irák - používány speciálními jednotkami
- Jordánsko - 100 kusů
- Jemen - desítky
- Litva - používány v Afghánistánu
- Maďarsko - 42 vozidel, všechny dodány do roku 2013
- Nigérie - ve službě od roku 2016
- Pákistán - 325 obrněnců
- Polsko - 30 vozidel používáno v Afghánistánu
- Portugalsko - 15 obrněnců, všechny umístěny v Afghánistánu
- Rumunsko - 60 kusů
- Slovensko
- Singapur 15 obrněnců umístěno v Afghánistánu
- Jižní Korea - 10 obrněnců je umístěno v Afghánistánu
- Turecko
- Severní Makedonie
- Spojené arabské emiráty - 3375 vozidel
- Ukrajina - 18 vozidel od léta roku 2022[3]
- USA
  - United States Army
  - United States Air Force
  - United States Marine Corps

### Bývalí
- Estonsko - 6 obrněnců umístěno v Afghánistánu
- Itálie - od roku 2012 do 2016 měla italská armáda zapůjčeno 24 vozidel
- Řecko - 5 vozidel, zapůjčeny od USA, ve službě do roku 2012